# Łomża (comune rurale)
Łomża è un comune rurale polacco del distretto di Łomża, nel voivodato della Podlachia.
Ricopre una superficie di 207,41 km² e nel 2004 contava 9 711 abitanti.
Il capoluogo è Łomża, che non fa parte del territorio ma costituisce un comune a sé.